# Plaza Gerardo Barrios
La plaza Gerardo Barrios se encuentra ubicada en el centro histórico de la ciudad de San Salvador.
La plaza es un punto de referencia de la capital salvadoreña pues está rodeado de edificios emblemáticos como el Palacio Nacional y la Catedral Metropolitana. Alberga distintas actividades de interés público y religioso, ya que es el sitio principal de celebración de las Fiestas patronales de San Salvador (5 y 6 de agosto),  pues allí termina la procesión dedicada al Divino Salvador del Mundo (llamada «La Bajada»); también es celebrada una misa principal y es destino de desfiles.
Además, ha sido escenario de diversos momentos históricos, por ejemplo:
- el atentado contra el presidente Manuel Araujo (1865-1913), el 4 de febrero de 1913, en que cuatro hombres lo atacaron a machetazos. El presidente falleció cinco días después.
- los disturbios del 30 de marzo de 1980 durante el funeral del obispo Óscar Romero, asesinado seis días antes durante una misa por un francotirador; y
- la celebración del fin de la Guerra Civil, el 2 de febrero de 1992.

## Historia
En el año 1566 el convento de Santo Domingo fue trasladado al lugar que ocupa la actual catedral metropolitana, y el lote baldío que se ubicaba al frente comenzó a ser conocido, precisamente, como la «plaza de Santo Domingo».  
En el ejemplar de El Constitucional del 25 de octubre de 1866 se publicó que el presidente había tocado la necesidad de un parque en la capital y que sería una de sus obras inmediatas.
Para diciembre de 1867, se reportó que se iban a colocar faroles importados del extranjero en la Plaza de Santo Domingo y que la misma plaza sería la primera que iba a recibir en todo su perímetro la colocación simétrica de árboles frondosos y algunos escaños para descansar y se proyectó la construcción de un parque de álamos para después de la conclusión del frontispicio del nuevo palacio nacional aún en construcción. Para 1867 cambió su nombre a «plaza Central o Principal» tras una remodelación que estuvo a cargo del general español Luis Pérez Gómez. 
A mediados de enero de 1868, el periódico oficial El Constitucional reportó que la Plaza de Santo Domingo había de ser llamada Plaza de Armas y suplicó que se empiece la obra de embellecimiento. Para finales del mismo mes, se estaba cercando con verjas de hierro el atrio de la Iglesia de Santo Domingo, un trabajo dirigido por los presbíteros don Felipe Novales y don Ysac Paz. En 1875 se erigió un quiosco.
En 1884 fueron adoquinados los contornos de la plaza, y siete años después se instalaron los primeros bombillos eléctricos. Ya en este tiempo era conocida como «plaza Bolívar».

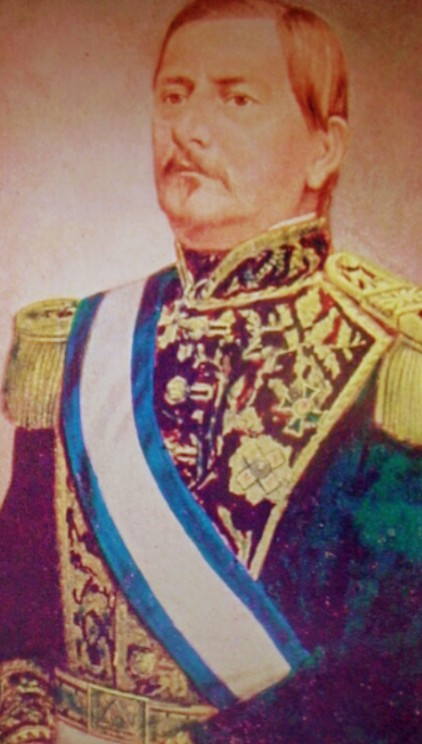
Gerardo Barrios.

La estatua que predomina en el lugar, dedicada al presidente Gerardo Barrios, fue creada por Francisco Durini y develada en 1909. La concepción de la obra fue de los hermanos Antonio y Carlos Ezeta, y también participó en su promoción el educador Rafael Reyes. La figura, hecha en bronce, muestra una estatua ecuestre del militar. Tal estructura está colocada sobre un pedestal de granito que muestra  escenas de batallas y el Escudo de El Salvador.
En 1999, la plaza fue remodelada durante la administración del alcalde Héctor Silva, y nuevamente en el año 2012 en la de Norman Quijano, en la que fue agregada una fuente y adonde predomina el piso cerámico.

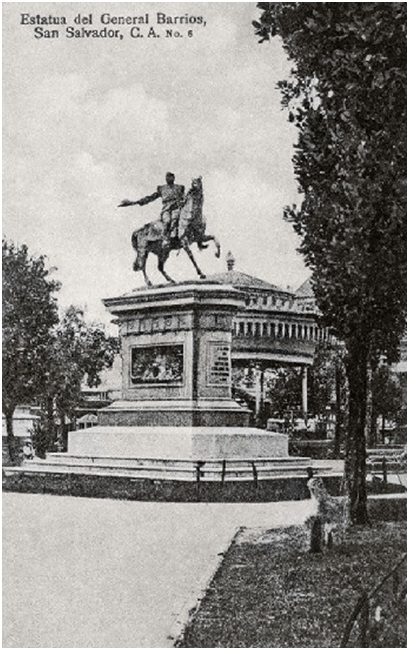
Estatua del Capitán General Gerardo Barrios - San Salvador, 1915